# ماديسون سكوير جاردن

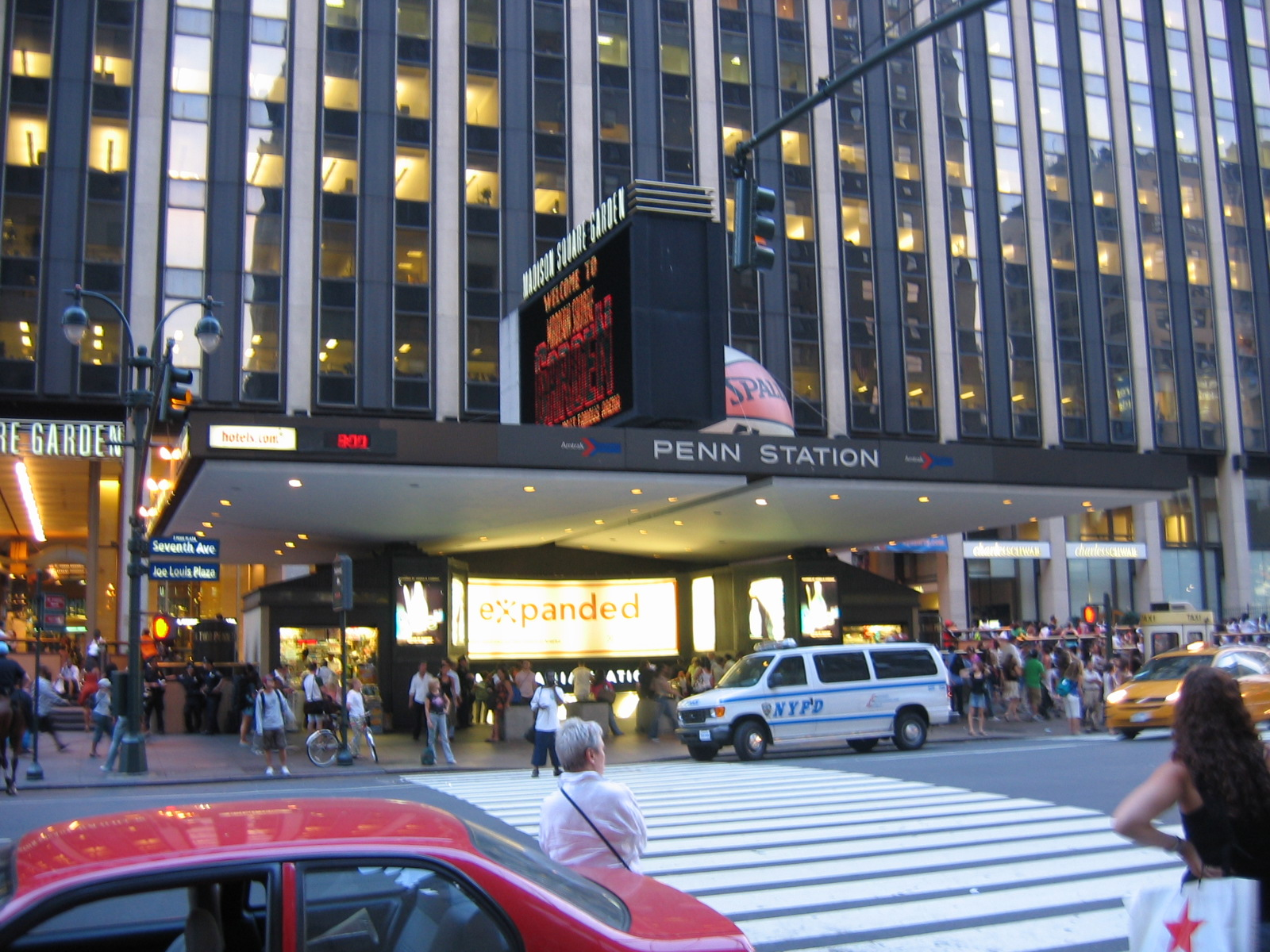
أحد مداخل ماديسون سكوير جاردن في 2005.

ماديسون سكوير جاردن (بالإنجليزية: Madison Square Garden)‏ هي قاعة للمناسبات والاحتفالات الكبيرة غالبا ما تستخدم لحفلات الغناء. وهو يعتبر بمثابة حلم للمغنيين حيث تعتبر أشهر مكان في العالم لحفلات الغناء. غنى فيها أمثال روجر ووترز، المغني السابق لفريق بينك فلويد، ومايكل جاكسون، ليدي غاغا، مادونا وبريتني سبيرز. تقع في مدينة نيويورك. وتتسع لقرابة 18,200 ألف شخص.